# Mou
Mou er en mindre by i det nordøstlige Himmerland med 1.048 indbyggere  (2024), beliggende i Mou Sogn 22 km øst for Aalborg og 16 km fra Aalborg Øst. Byen ligger i Region Nordjylland og hører til Aalborg Kommune.

## Historie
Mou omtales i 1345 som Moo. I 1500-tallet udviklede stedet et betydeligt fiskeri efter sild, og kongen havde sin egen "salterbod", omtalt i Kancelliets Brevbøger 11. februar 1551, 12. marts 1558 og 24. marts 1559, som indkøbte sild til saltning til dækning af hoffets og orlogsskibenes behov.
Mou landsby bestod i 1682 af 21 gårde, 5 huse med jord og 1 hus uden jord. Det samlede dyrkede areal udgjorde 360,3 tønder land skyldsat til 64,91 tønder hartkorn. Dyrkningsformen var femvangsbrug med omdriften 4/1.
I 1875 havde Mou kirke, præstegård, skole og vejrmølle.
Omkring århundredeskiftet havde Mou "... Kirke, Præstegd., Skole, Sparekasse (opr. 22/2 1885; 31/3 1898 var Sparernes Tilgodehav. 23,848 Kr., Rentef. 4 pCt., Reservef. 622 Kr., Antal af Konti 289), Andelsmejeri (Juno) og Mølle".
Mou by havde 641 indbyggere i 1950, 617 i 1955, 677 i 1960 og 694 i 1965.

## Indkøbs- og børnepasningsfaciliteter
I centrum af byen ligger Dagli' Brugsen, hvor der er rig mulighed for at vælge mellem et bredt udvalg af varer.
I den sydlige ende af byen finder vi børnehaven i Mou kaldet Børnely. Lige ved siden af ''Børnely'' finder man Mou DUS samt Mou Skole. Mou skole er en kommunal skole med ca. 200 elever, som går op til og med 9. klasse. Det lave elevtal betyder der er meget tid til den enkelte elev, som kan blive sat i fokus. Der kommer som regel nye elever i klassen i 8. årgang eftersom børn fra nabobyen Egense har en friskole der kun går til 7. klassetrin.
Der kan desuden findes flere private- og kommunalt ansatte dagplejere i byen.

## Idrætslivet i byen
I Mou er flere idrætsklubber, og der er rig mulighed for at dyrke motion og idræt. I byen finder man flere sportsklubber, bl.a. Mou Idrætsforening og Mou Badminton Klub. Der er mulighed for at dyrke diverse slags sport, og det er tilgængeligt for alle aldre. Mou idrætsforening tilbyder mange idrætsgrene, bl.a. fodbold, håndbold, svømning, fitness og meget mere. Der har siden Mou Idrætsforenings stiftelse i 1935 været stor tilslutning til foreningen. Mou Hallen blev bygget i 1965, den var på det tidspunkt den eneste hal i det gamle Sejlflod Kommune hvilket betød at borgere i hele kommunen benyttede hallen.